# کویر حیدرآباد نهبندان
کویر حیدرآباد ناحیه‌ای بیابانی است، در  فاصله ٧٠ کیلومتری جنوب غربی  نهبندان و در نزدیکی روستای حیدرآباد قرار دارد. 
براساس مطالعات  ناسا ، کویر حيدرآباد از سال ۲۰۰۵ تاکنون گرمترين نقطه کره‌زمین بوده است. 
کوير حیدرآباد که قسمتی از دشت لوت است که گاهی درجه دمای آن در گرمترين روزهای سال به ۷۵ درجه سانتیگراد ميرسد.
دشت لوت بخش‌هایی از استان‌های کرمان، سیستان و بلوچستان و خراسان جنوبی قرار دارد و با مساحتی در حدود ۱۷۵ هزار کیلومتر، حدود ۱۰ درصد از وسعت ایران را دربر گرفته‌است.

## پوشش جانوری
با وجود اين گرمای طاقت فرسا در کویر حیدرآباد  تاکنون ۴۲ گونه جانوری در اين منطقه کشف شده است.